# Fadila Maaroufi
Fadila Maaroufi, née le 21 mai 1976 à Bruxelles, est une anthropologue et militante laïque belgo-marocaine.

## Biographie
Après avoir obtenu son diplôme d’éducatrice spécialisée, elle commence sa carrière comme travailleuse sociale, entre 2000 et 2014, dans des quartiers défavorisés de Bruxelles. En 2011, parallèlement à son travail, elle entame un master en anthropologie à l’UCLouvain ; son travail de fin d'étude porte sur « l’endoctrinement islamiste des femmes musulmanes à Bruxelles ». Elle fut stagiaire à l’Institut de recherches et d’études sur le monde arabe et musulman (IREMAM) à l'université d'Aix-Marseille[réf. nécessaire].
Depuis 2015, elle présente des séminaires et des colloques sur le thème de la radicalisation visant un public de professionnels. En 2016, elle s'engage à la commission de surveillance de la prison de Nivelles comme commissaire. En 2019, elle est engagée au Centre d'action laïque (CAL) comme directrice pour la Fondation pour l’Assistance Morale aux Détenus (FAMD). Elle est licenciée en 2020, selon elle à cause de son engagement dans la lutte contre l’islamisme[réf. nécessaire], selon d'autres sources à la suite d'une « campagne de diabolisation orchestrée par l’ODF [Observatoire des fondamentalismes, voir plus bas] » contre la chercheuse Corinne Torrekens, de l’Université libre de Bruxelles, Fadila Maaroufi, cofondatrice et directrice de l’ODF, jouant sur la confusion entre ses fonctions et son employeur, le CAL,. La présidente du CAL, Véronique De Keyser, a déclaré à ce sujet : « Une personne chez nous était attachée à cet Observatoire [des fondamentalismes]. On s'en est séparé mais cela n'a aucun rapport. Il en a fait tout un foin mais il se trompe de combat ».
En janvier 2017, elle rejoint un panel de 200 chercheurs internationaux sur la sortie de la violence à la Fondation Maison des sciences de l'homme (FMSH), autour du projet « International Panel on Exiting Violence » (IPEV), dirigé par Michel Wieviorka ; elle traite du thème « Une lecture comparée de la radicalisation ».
En 2022, son travail a été récompensé par l'attribution du prix Anne-Marie Lizin - Théroigne de Méricourt, nommé en l'honneur d'une femme qui s'est distinguée par son engagement politique et social dans le contexte la Révolution française, et décerné à des personnalités féminines luttant pour faire triompher le droit des femmes, l’égalité des genres ou favoriser l’autonomie d’autres femmes.

## Observatoire des fondamentalismes
En 2020, Fadila Maaroufi co-fonde « L'Observatoire des fondamentalismes à Bruxelles » avec la présidente Fabienne Rouvroy, Chantal Gilbart et Bernard Pauwels,. L'anthropologue Florence Bergeaud-Blackler, chercheuse du CNRS (et spécialiste de la normativité islamique dans les sociétés sécularisées, les procédés d’endoctrinement salafiste) en est la directrice du conseil scientifique.
L'Observatoire se donne pour mission d'alerter de mettre en commun, diffuser et partager des connaissances théoriques, pratiques et critiques, sur les fondamentalismes religieux et ce qui les soutient.
Dans une carte blanche publiée par l'hebdomadaire belge Le Vif en décembre 2020, trois associations, dont le Cercle du libre-examen (« Librex ») de l'Université libre de Bruxelles, qualifient l'Observatoire d'« officine identitaire belge, née il y a peu dans la mouvance du Printemps républicain français ».
En 2021, selon Sud Presse, elle reçoit des menaces de mort sur le réseau social Twitter ; les messages sont accompagnés d'une vidéo de décapitation.

## Ouvrages
- Zohra Bitan (dir.) et Nidra Poller (préf. Zineb El Rhazoui), #JeSuisMila #JeSuisCharlie #NousSommesLaRépublique : 50 personnalités s'expriment sur la laïcité et la liberté d'expression, Seramis, 2020, 144 p. (ISBN 979-1-0964-8623-6)
- Florence Bergeaud-Blackler (dir.), Pascal Hubert (dir.), Georges Dallemagne, Nadia Geerts, Fadila Maaroufi, Karan Mersch, Céline Pina et Marcel Sel (préf. Élisabeth Badinter), Cachez cet islamisme : Voile et laïcité à l’épreuve de la cancel culture, La Boîte à pandore, 2021, 239 p. (ISBN 978-2-8755-7487-9)